# Скарлино
Скарлино (итал. Scarlino) — коммуна в Италии, располагается в области Тоскана, в провинции Гроссето.
Население составляет 3086 человек (2008 г.), плотность населения составляет 35 чел./км². Занимает площадь 88 км². Почтовый индекс — 58020. Телефонный код — 0566.
Коммуна Скарлино разделена на фракции: Пунтон-ди-Скарлино, Скарлино-Скало.
Покровителем коммуны почитается святитель Мартин Турский, празднование 11 ноября.

## Демография
Динамика населения:

## Администрация коммуны
- Официальный сайт: http://www.comune.scarlino.gr.it/